# Boang
Boang is een eiland in Papoea-Nieuw-Guinea. Het is 27 km² groot en het hoogste punt is 146 meter. Er komt slechts één zoogdier voor, de vleermuis Dobsonia anderseni.